# Mario Masini (Kameramann)

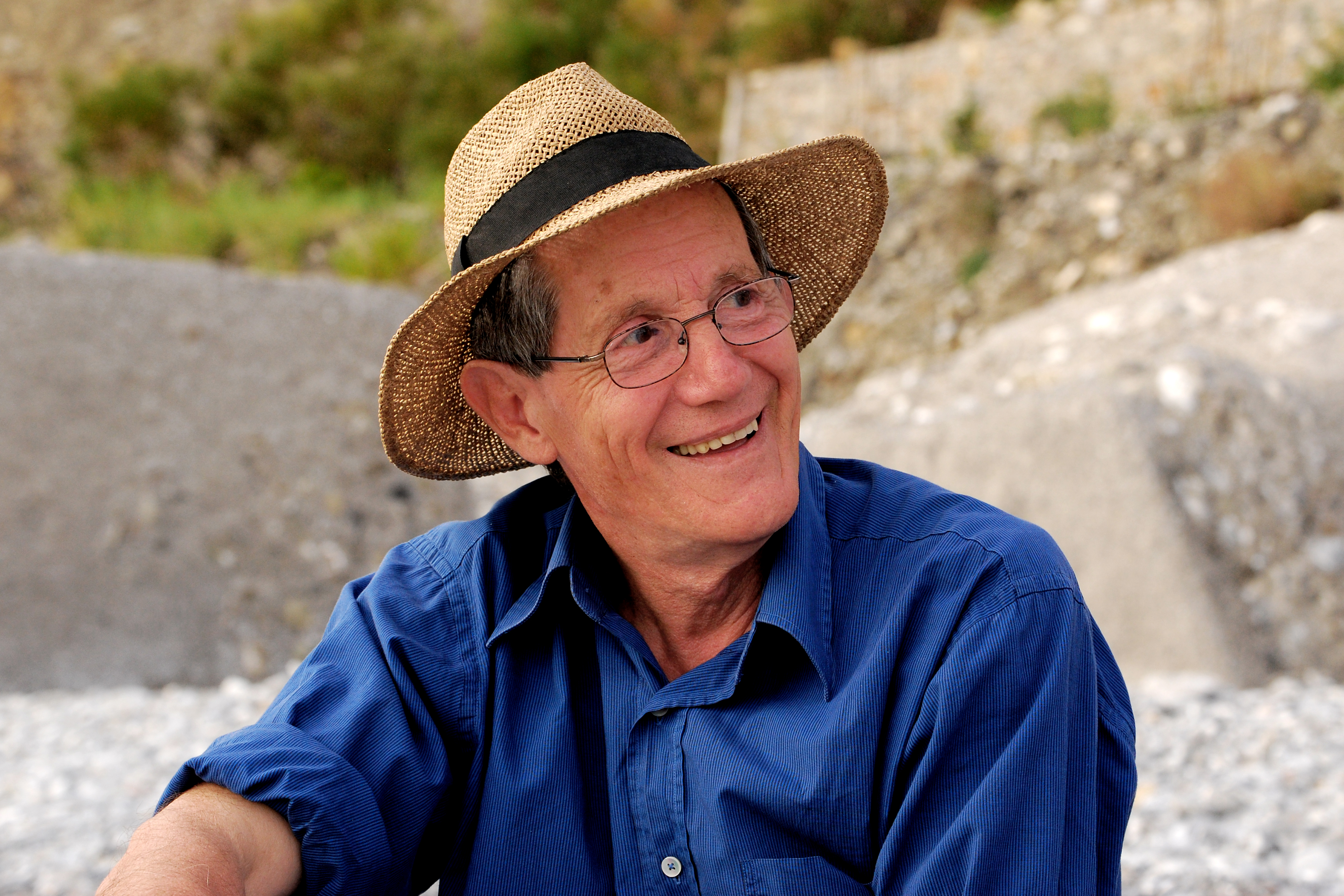
Mario Masini, 2003

Mario Masini (* 28. Januar 1939 in Savona; † 13. März 2023 in Stuttgart) war ein italienischer Kameramann.

## Leben und Werk
Nach Abschluss seines Studiums 1961 am Centro Sperimentale di Cinematografia in Rom übernahm Masini verschiedene Assistenztätigkeiten in der italienischen Filmproduktion. Seine Karriere als Kameramann begann er mit Dokumentarfilmen von Silvano Agosti, Paolo Brunatto und Paola Faloja. Seit Il barocco leccese war er der Kameramann in allen fünf Spielfilmen, die der Theaterregisseur, Experimentalfilmer und Schauspieler Carmelo Bene zwischen 1968 und 1973 gedreht hat. 
1971 wurde er von den Brüdern Taviani für ihren Film San Michele aveva un gallo engagiert. 1977 drehte er mit Padre Padrone – Mein Vater, mein Herr, der 1977 in Cannes mit der Goldenen Palme ausgezeichnet wurde, einen zweiten Film mit den Taviani-Brüdern.
Nach diesem Film gab er das Kino auf, befasste sich intensiv mit der Anthroposophie von Rudolf Steiner und zog dann nach Stuttgart, wo er über zehn Jahre an der dortigen Steiner-Schule unterrichtete. U. a. arbeitete er mit behinderten Jugendlichen an Theaterprojekten.
Ende 1990 wendete er sich wieder dem Kino zu, drehte Filme hauptsächlich für das portugiesische Kino und arbeitete mit afrikanischen Regisseuren zusammen. 1997 drehe er den Dokumentarfilm Augen – Blicke in die Zukunft, einen Dokumentarfilm der algerischen Filmemacherin Malika Chalabi über Steiner-Schulen in Südafrika, Brasilien, Israel und Russland. 2008 war er der Kameramann in Haile Gerimas Film Teza, der in Venedig drei Filmpreise gewann und für den Goldenen Löwen nominiert war. 2012 drehte er mit dem angolanischen Regisseur Zézé Gamboa den Polit-Thriller O grande Kilapy, der auf mehreren Filmfestspielen gezeigt wurde und dort Nominierungen und Auszeichnungen erhielt. 

## Filmografie (Auswahl)
- 1972: San Michele avevo un gallo, Regie: Paolo und Vittorio Taviani
- 1974: Das Parfüm der Dame in Schwarz, (Il profumo della signora in nero), Regie: Francesco Barilli
- 1975: Lezione private, Regie: Vittorio De Sisti
- 1977: Padre Padrone – Mein Vater, mein Herr, Regie: Paolo und Vittorio Taviani
- 2007: Vogliamo anche le rose, Regie: Alina Marazzi
- 2008: Teza, Regie: Haile Gerima
- 2009: Auf der Suche nach dem Gedächtnis, Dokumentarfilm, Regie: Petra Seeger
- 2012: Baby Blues (Tutto parla di te), Regie: Alina Marazzi
- 2012: Die feinen Unterschiede, Regie: Sylvie Michel
- 2012: O grande Kilapy, Regie: Zézé Gamboa
- 2018: Mar, Regie: Margarida Gil